# Liège-Bastogne-Liège 1968
 (juin 2023).
Si vous disposez d'ouvrages ou d'articles de référence ou si vous connaissez des sites web de qualité traitant du thème abordé ici, merci de compléter l'article en donnant les références utiles à sa vérifiabilité et en les liant à la section « Notes et références ».
La 54e édition de Liège-Bastogne-Liège a eu lieu le 28 avril 1968 et a été remportée par le Belge Valère Van Sweevelt.

## Arrivée de la course
Un groupe de neuf hommes pénètre dans le Stade Vélodrome de Rocourt. Ce groupe compte trois Français de renom :
Jacques Anquetil, Raymond Poulidor et Roger Pingeon et deux excellents finisseurs belges : Walter Godefroot et Herman Van Springel. Mais c'est le néo-professionnel belge Valère Van Sweevelt, âgé de 21 ans qui règle tout ce beau monde au sprint.
140 coureurs étaient au départ. 48 rejoignent l'arrivée.

## Classement
| n° | Coureur             | Équipe                    | Temps           |
| -- | ------------------- | ------------------------- | --------------- |
| 1  | Valère Van Sweevelt | Smith's                   | 7 h 02 min 00 s |
| 2  | Walter Godefroot    | Flandria-De Clerck-Krüger | m.t.            |
| 3  | Raymond Poulidor    | Fagor-Mercier-Hutchinson  | m.t.            |
| 4  | Jacques Anquetil    | Bic                       | m.t.            |
| 5  | Herman Van Springel | Dr. Mann-Grundig          | m.t.            |
| 6  | Wim Schepers        | Caballero                 | m.t.            |
| 7  | Roger Pingeon       | Peugeot-Michelin-BP       | m.t.            |
| 8  | Bernard Guyot       | Pelforth-Sauvage-Lejeune  | m.t.            |
| 9  | Willy Van Neste     | Bic                       | m.t.            |
| 10 | Barry Hoban         | Mercier-Hutchinson-BP     | à 1 min 45 s    |